# اتیکیرا
اتیکیرا (به پرتغالی: Itiquira) یک منطقهٔ مسکونی در برزیل است که در ماتو گروسو واقع شده‌است. اتیکیرا ۱۳٬۵۵۲ نفر جمعیت دارد.